# Yokosuka D4Y Suisei
Yokosuka D4Y Suisei (oznaczenie amerykańskie Judy) – pokładowy bombowiec nurkujący produkcji japońskiej z okresu II wojny światowej.

## Historia
W 1938 Cesarska Marynarka Wojenna sformułowała wymagania wobec nowego pokładowego bombowca nurkującego. Prac nad samolotem podjął się Pierwszy Techniczny Arsenał Lotnictwa Marynarki w Yokosuce. Bazą do opracowania nowej konstrukcji był niemiecki bombowiec nurkujący Heinkel He 118, którego dwa egzemplarze zostały zakupione przez Japonię. Prototyp D4Y Suisei wykonał pierwszy lot w grudniu 1940. Z uwagi na problemy z licencyjną produkcją niemieckich silników, które miały go napędzać, prowizorycznie użyto oryginalnych silników Daimler-Benz DB 600. Produkcja seryjna ruszyła w 1942. Do końca wojny wyprodukowano ok. 2000 sztuk  wszystkich wersji samolotu.
Pierwsza wersja produkcyjna D4Y1 napędzana była licencyjnym silnikiem rzędowym Aichi Atsuta 12 o mocy 1200 KM (895 kW), a kolejna D4Y2 Model 12 jego nowszą wersją Atsuta 32 o mocy 1400 KM (1044 kW). W wersji D4Y3 Model 33 nastąpiła zmiana rodzaju silnika na gwiazdowy Mitsubishi Kinsei 62 o mocy 1560 KM (1163 kW). Ostatnia wersja seryjna D4Y4 Model 43 była jednomiejscowa, przewidziana specjalnie do ataków Kamikaze. Oprócz wersji bombowych i rozpoznawczych, niewielka liczba samolotów została przebudowana na nocne myśliwce D4Y2-S Suisei-E z działkiem 20 mm zamontowanym ukośnie do góry w tylnej kabinie.

## Zastosowanie
Dwa przedprodukcyjne D4Y zaokrętowane na lotniskowcu „Sōryū” wzięły udział w bitwie pod Midway. Samoloty D4Y Suisei były powszechnie wykorzystywane w walkach podczas wojny na Pacyfiku. Pod koniec 1944 opracowano specjalną wersję do ataków kamikaze wyposażoną w bombę o masie 800 kg. W ostatnich miesiącach wojny nieliczne egzemplarze zostały przerobione na nocne myśliwce przeznaczone do walki z amerykańskimi bombowcami B-29.
D4Y był ostatnim samolotem zestrzelonym podczas działań w czasie II wojny światowej. W dniu 15 sierpnia 1945 roku o godzinie 14:00, patrol dwunastu samolotów Grumman F6F Hellcat z dywizjonu VF-31, stacjonującego na lotniskowcu USS Belleau Wood (CVL-24) przechwycił D4Y Suisei. Japońska maszyna została zestrzelona przez Clarence'a Alana Moore'a.